# RATP-Baureihe MF 88
Die Baureihe MF 88 (Matériel Fer appel d’offres 1988) ist ein Fahrzeugtyp des Pariser Verkehrsunternehmens RATP. Mit nur neun Drei-Wagen-Zügen ist sie die kleinste Baureihe der Métro Paris.

## Vorgeschichte
Mit dem experimentellen Zug „Boa“ testete die RATP ab 1985 die durchgehende Begehbarkeit eines U-Bahn-Zugs durch den Einbau von Übergängen zwischen den einzelnen Wagenkästen. Hierfür wurden drei Wagen eines verunfallten Zugs der Baureihe MF 77 umgebaut, 1986 kam ein vierter Wagen hinzu. Der neue Zug erhielt Drehstrom-Asynchronmotoren und diente zugleich als Testfahrzeug für bewegliche, einzeln angetriebene Achsen anstelle der herkömmlichen Drehgestelle. Mit ihnen sollte die Geräuschentwicklung beim Durchfahren von Kurven reduziert werden.
Der Boa bestand aus drei – später vier – Triebwagen, von denen nur die beiden Fahrzeuge an den Zugenden Führerstände aufwiesen. Sie wurden von 15 m auf 12,19 m bzw. 10,48 m verkürzt. Für die Wagenübergänge wurden Faltenbälge von drei verschiedenen Herstellern (GEC Alsthom, ANF, Faiveley) eingebaut. Am 31. Dezember 1990 ging der Zug auf der Linie 5 in den regulären Fahrgastbetrieb.

## Geschichte
Nach den erfolgreichen Versuchen mit dem Boa beschloss die RATP, eine Linie komplett mit entsprechenden, einheitlichen Fahrzeugen auszurüsten, um die neuen Komponenten zu testen. Ausgewählt wurde die Linie 7 bis, die mit ihren Kurven und Rampen ein anspruchsvolles Profil aufweist. Bezüglich der Wagenübergänge war die Entscheidung für die Bauart Faiveley gefallen, zudem sollten die neuen Wagen Hydraulikbremsen, ein Energieverwaltungssystem und ein Bordinformationssystem erhalten. Mit dem Bau der Züge wurden Bombardier Transportation und GEC Alsthom beauftragt.
Im Dezember 1992 wurde der erste Zug an die Betriebswerkstatt Atelier de Bobigny ausgeliefert. Die ersten Testfahrten wurden in der Nacht vom 23. auf den 24. Dezember zwischen den Métrostationen Bobigny – Pablo Picasso und Jaurès durchgeführt. Am 30. Dezember 1993 wurde der letzte Zug übergeben. Der Einsatz der Baureihe im Fahrgastverkehr auf der vorgesehenen Strecke begann am 24. Januar 1994 mit zunächst nur vier Zügen, der neunte kam erst im Oktober jenes Jahres auf die Linie 7 bis.
Durch Zugverschiebungen ermöglichte der Einsatz der MF 88 die vollständige Ausmusterung der Baureihe MA.

## Charakteristika
Die MF-88-Züge bestehen jeweils aus zwei endständigen Triebwagen (88 M 001 bis 018) mit je einem Führerstand und einem dazwischen gekuppelten Beiwagen (88 B 001 bis 009). Es handelte sich um die ersten Fahrzeuge, die in den neuen Corporate-Design-Farben Weiß und Grün mit teilweise schwarzer Front ausgeliefert wurden. Die getönten Fenster und Scheiben der Türen wurden tiefer als bei den bisherigen Wagen herabgezogen. Die Wagen sind jeweils 15,5 m lang. Der Zugang erfolgt über nur drei zweiflügelige Schwenkschiebetüren je Wagenseite, die lichte Weite der Türöffnungen beträgt jeweils 1,586 m. Die Wagenkästen sind aus stranggepressten Aluminiumprofilen gefertigt, auf die miteinander verbundene Formteile geklebt wurden.
Über eine seitliche Stromschiene werden die auf Normalspur verkehrenden Züge werden mit einer Gleichspannung von 750 Volt gespeist. Die vier Drehstrom-Asynchronmotoren leisten jeweils 210 kW, sie werden über GTO-Stromrichter versorgt. Zwei unabhängige statische Umrichter, die im Beiwagen untergebracht sind, versorgen die übrigen Stromverbraucher. Das Bordinformationssystem, das sich auf acht Rechner stützt, informiert den Triebfahrzeugführer über den Zustand des Zugs und steuert nicht sicherheitsrelevante Dinge wie die Türen. Sicherheitsrelevante Anlagen (z. B. die Bremsen) werden jedoch unmittelbar angesteuert.
Die Triebwagen weisen unter den Führerständen hintereinander zwei einzeln gelagerte Achsen auf. Die unmotorisierte Laufachse, die kleinere Räder aufweist, lenkt die folgende angetriebene Achse an. Ein Differential der Bauart Renault VI sorgt für die Unabhängigkeit der Treibachsen-Räder voneinander. Entgegen dem ersten optischen Eindruck befinden sich zwischen den Wagen keine Jakobs-Drehgestelle, sondern ebenfalls Einzelachsen, von denen nur die der Triebwagen angetrieben sind.
Die Differentiale erlauben unterschiedliche Drehgeschwindigkeiten der inneren und äußeren Räder in den Kurven, was den Verschleiß an Schienen und Rädern minimieren und das Schmieren der Schienen überflüssig machen sollte. Jedoch bewährte sich das gewählte Konzept nicht, insbesondere gab es Rissbildungen an den Wagenkästen, Türen und Kupplungen einzelner Züge. Daher wurde die Höchstgeschwindigkeit von zunächst 80 km/h auf 40 km/h herabgesetzt und das aufwendige Kehrmanöver in der Station Louis Blanc aufgegeben. Die folgenden Baureihen wurden wieder mit Drehgestellen ausgestattet.

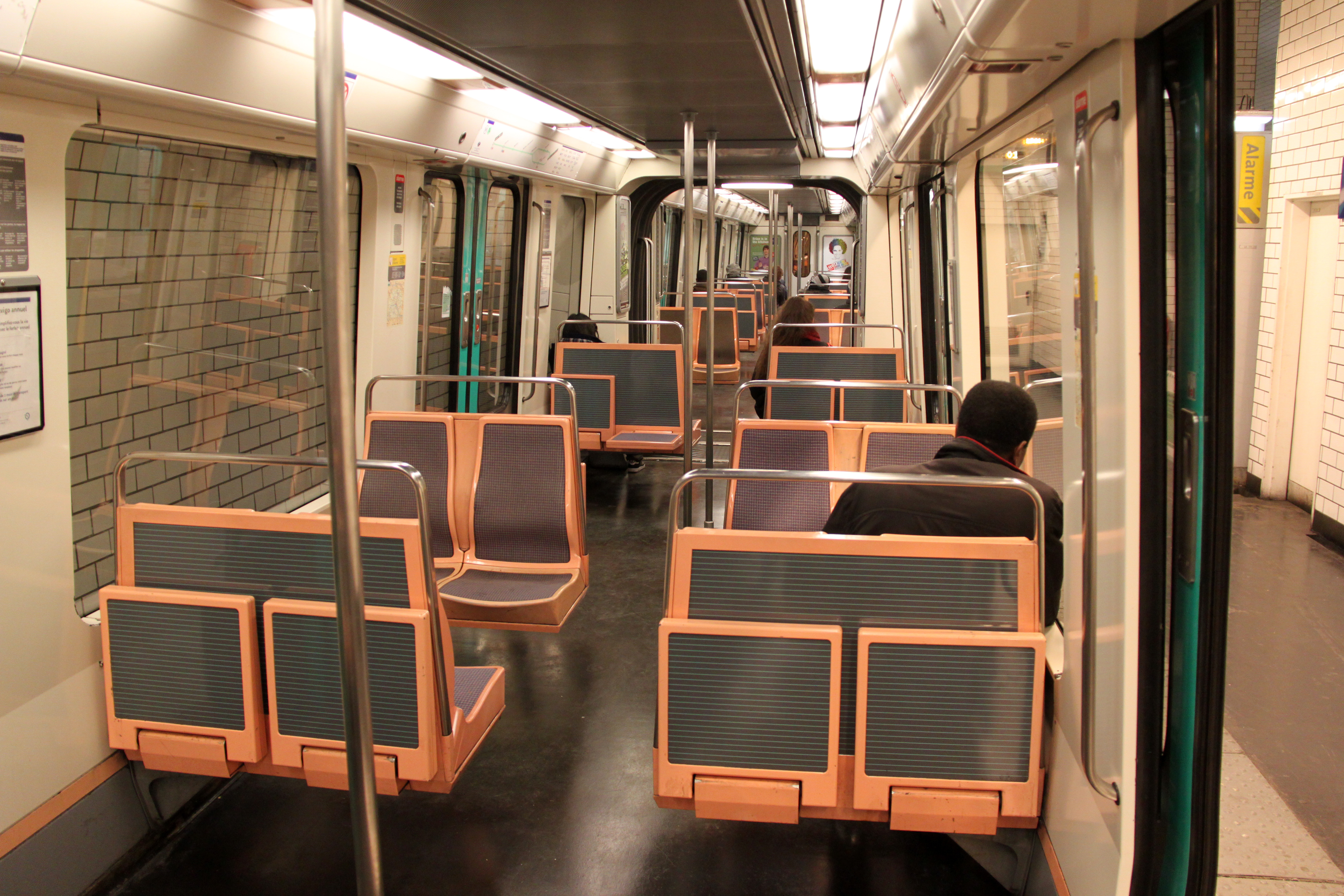
Innenraum
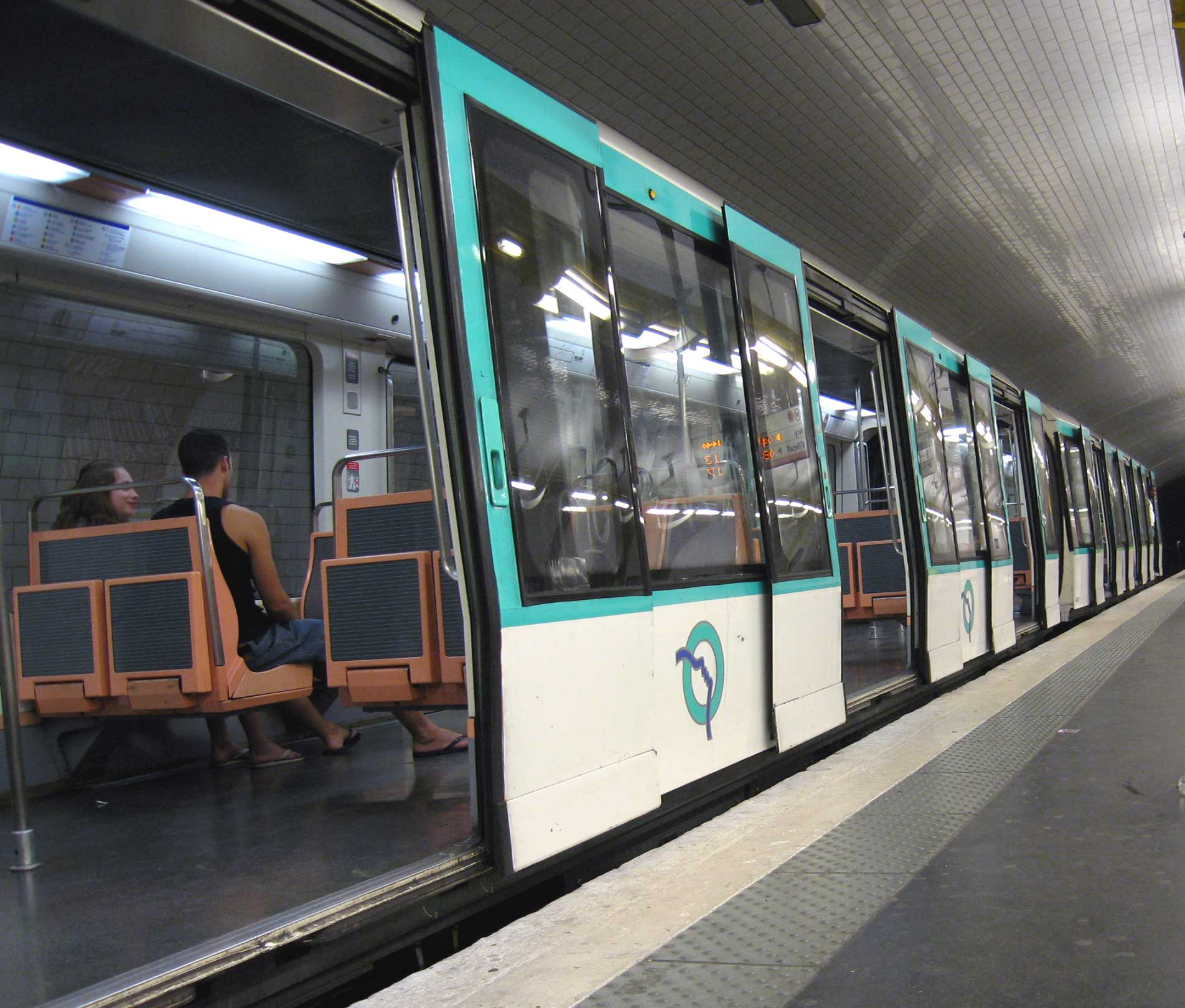
Außenansicht
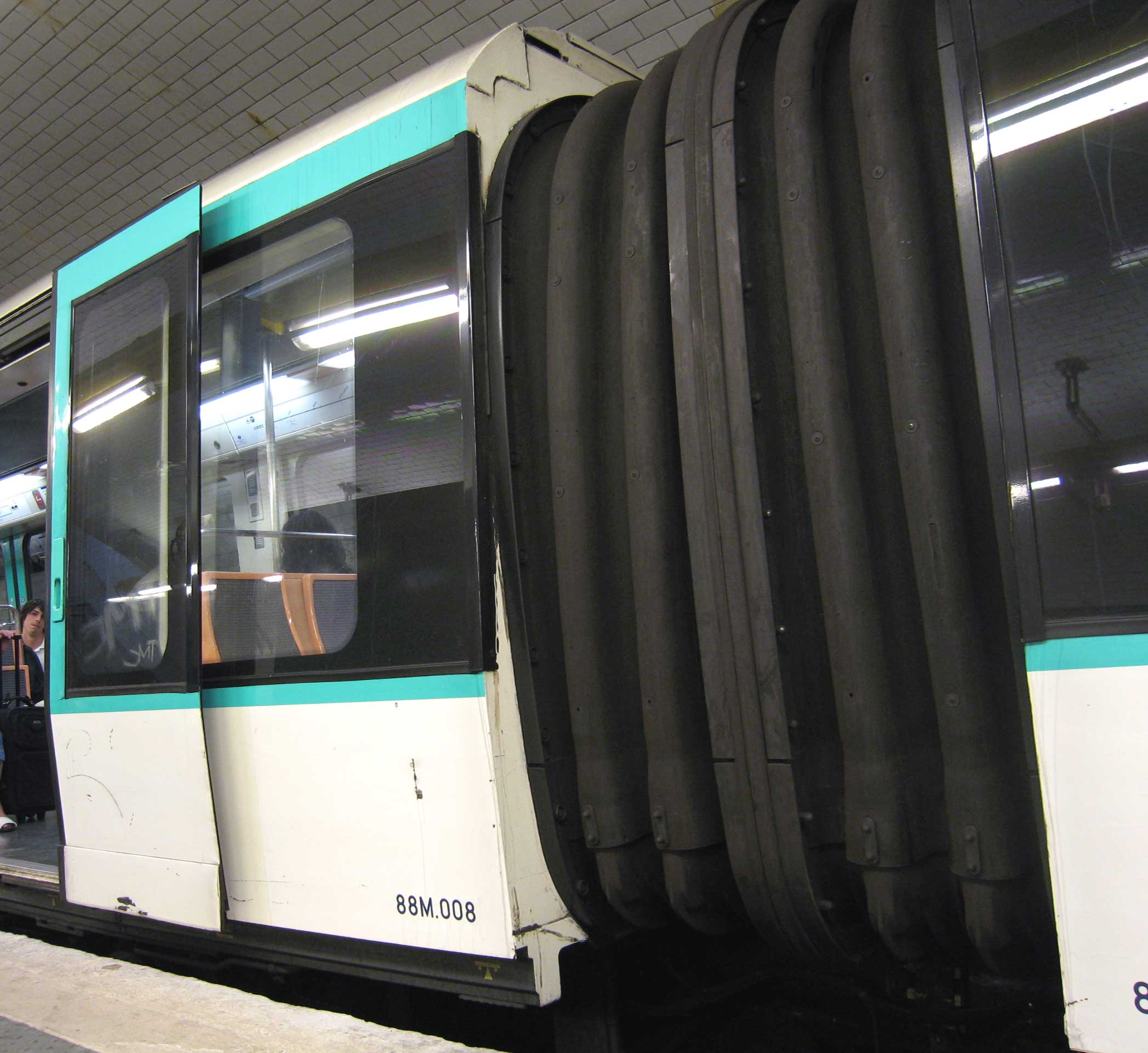
Faltenbalg-Wagenübergang
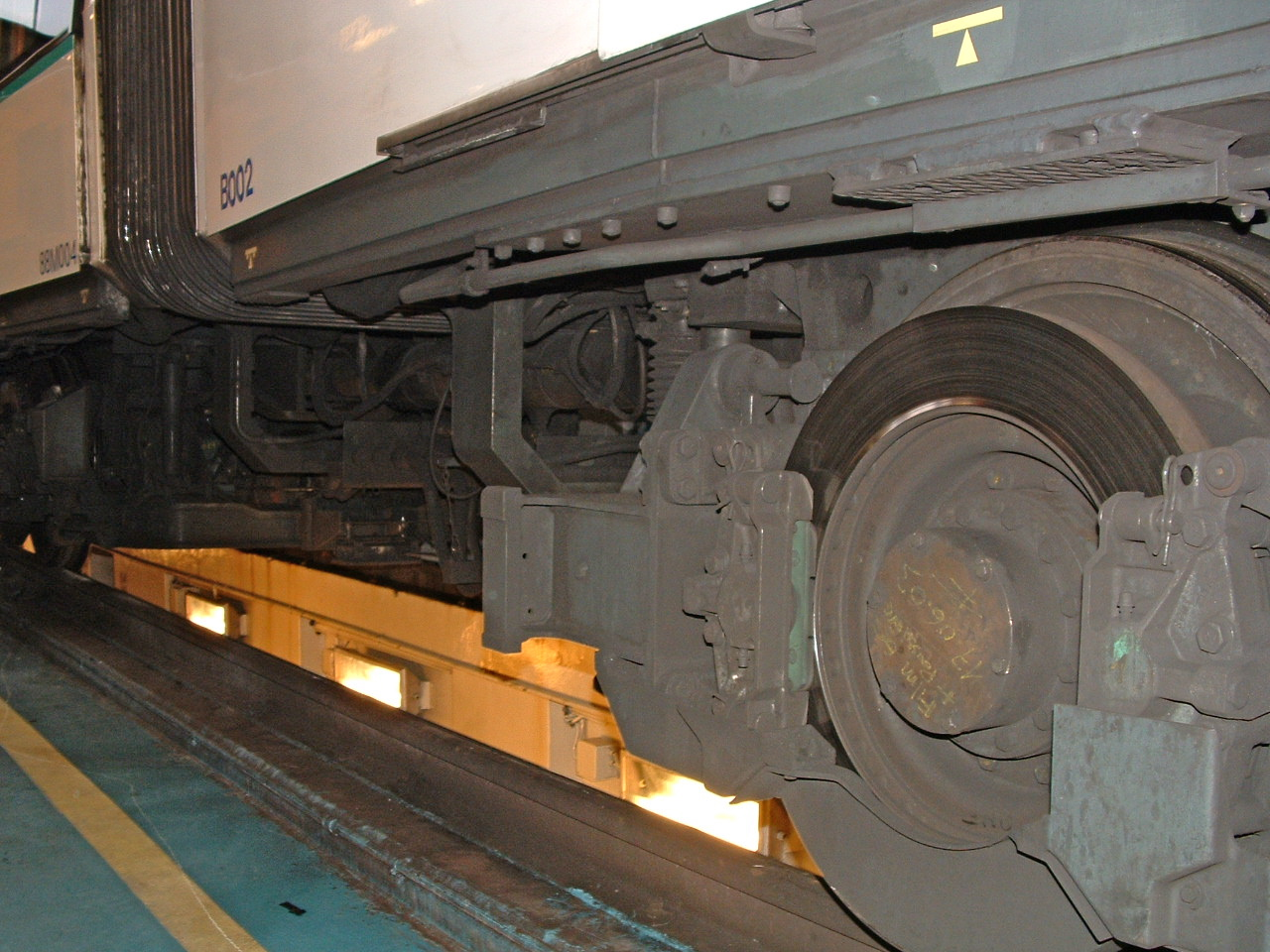
Rad eines Beiwagens und Kupplung

## Ausblick
Beim MF 88 handelt es sich um eine kleine Serie, um die Innovationen ohne Risiken zu testen. Die Räder leiden jedoch unter vielen Zuverlässigkeitsproblemen. Ein Ersatz durch die neue Type MF 19, welche als Großserie viele ältere Baureihen im Netz der Pariser Metro ablösen soll, ist ab Mitte 2026 geplant.